# Montberaud
Montberaud település Franciaországban, Haute-Garonne megyében. Lakosainak száma 195 fő (2022. január 1.). Montberaud Sainte-Croix-Volvestre, Gouzens, Lahitère, Montesquieu-Volvestre, Le Plan és Saint-Christaud községekkel határos.

## Népesség
A település népességének változása:
| Lakosok száma | 195  | 152  | 167  | 196  | 214  | 211  | 211  | 203  | 199  | 195  |
|               | 1968 | 1982 | 1990 | 2006 | 2013 | 2015 | 2017 | 2019 | 2020 | 2022 |